# 新潟県道215号荒浜中田線
新潟県道215号荒浜中田線（にいがたけんどう215ごう あらはまなかだせん）は新潟県柏崎市を起点に、同県刈羽郡刈羽村を経由し柏崎市に至る一般県道である。

## 概要

### 路線データ
- 起点：新潟県柏崎市荒浜3丁目（国道352号・国道402号・国道460号交点）
- 終点：新潟県柏崎市大字中田（新潟県道11号柏崎小国線交点）

## 通過する自治体
- 新潟県
  - 柏崎市 - 刈羽郡刈羽村 - 柏崎市

## 接続する道路
- 国道352号・国道402号・国道460号（北陸道）（起点：荒浜交差点）（「国道352号」・「国道402号」・「国道460号」重複区間）
- 新潟県道369号黒部柏崎線（刈羽村大字正明寺 - 柏崎市大字長崎で重複）
- 国道8号（土合交差点）
- 新潟県道11号柏崎小国線（終点：柏崎市大字中田）

## 周辺
- JR越後線
  - 荒浜駅 - 西中通駅
- 柏崎市立日吉小学校
- 柏崎市立北鯖石小学校
- 荒浜郵便局
- 荒浜駅前郵便局
- 中田郵便局
- 公益財団法人 柏崎原子力広報センター
- 藤村ヒューム管
  - 柏崎パイル工場
  - 柏崎工場（ヒューム管）
- リケン 柏崎事業所 剣工場
- ティクスTSK 柏崎工場（TSKブランド（石油／天然ガス）掘削用ロックビット・掘削機器製造）